# Poonch
Poonch (o Punch) è una città dell'India di 23 442 abitanti, capoluogo del distretto di Poonch, nel territorio del Jammu e Kashmir. In base al numero di abitanti la città rientra nella classe III (da 20 000 a 49 999 persone).

## Geografia fisica
La città è situata a 33° 46' 0 N e 74° 5' 60 E e ha un'altitudine di 980 m s.l.m..

## Società

### Evoluzione demografica
Al censimento del 2001 la popolazione di Poonch assommava a 23 442 persone, delle quali 13 188 maschi e 10 254 femmine. I bambini di età inferiore o uguale ai sei anni assommavano a 2 630, dei quali 1 410 maschi e 1 220 femmine. Infine, coloro che erano in grado di saper almeno leggere e scrivere erano 18 489, dei quali 11 089 maschi e 7 400 femmine.